# Endromis eichleri
Endromis eichleri är en fjärilsart som beskrevs av Alberti 1975. Endromis eichleri ingår i släktet Endromis och familjen skäckspinnare. Inga underarter finns listade i Catalogue of Life.